# Valentin Scheffer
Valentin Scheffer (* 1. August 1803 in Felsberg im Schwalm-Eder-Kreis; † 11. März 1871 in Geismar) war ein deutscher Landwirt, Bürgermeister und Mitglied der kurhessischen Ständeversammlung.

## Leben
Valentin Scheffer wurde als Sohn des Amtsphysikus Christoph Friedrich Wilhelm Scheffer (1754–1895) und dessen Ehefrau Anna Katgharina Schumann (1771–1845) geboren.
Sein älterer Bruder Friedrich (1794–1872) war Advokat und ebenfalls Mitglied der kurhessischen Ständeversammlung.
In Geismar übte Valentin das Amt des Dorfvorstands (heute Bürgermeister) aus und betrieb eine Landwirtschaft.
1848 erhielt er ein Mandat aus dem Wahlkreis Homberg (Land) für die kurhessische Ständeversammlung.
Er heiratete am 1. Januar 1832 Sophia Strippel († 1867), mit der er die Söhne Johann Friedrich (* 1832, Rentmeister), Ernst Friedrich Conrad  (1835–1915, Ökonom),  Louis (* 1838, Kaufmann) und Wilhelm (* 1843–1922, in die USA ausgewandert) hatte.